# Egímio
Egímio (grego: Αἰγίμιος) era o ancestral mitológico grego dos dóricos, que é descrito como seu rei e legislador no tempo em que eles ainda habitavam as partes setentrionais da Tessália. Os dórios habitavam a Tetrápole, formada pelas cidades de Erineu, Boio, Citínio e Pindo, mas Egímio foi expulso do seu trono. Ele pediu ajuda a Héracles em uma guerra contra Coronus, filho de Caeneus, rei dos lápitas que habitavam em torno do Monte Olimpo e ofereceu-lhe um terço de seu reino. Os lápitas foram conquistados, mas Héracles não tomou para si o território prometido a ele por Egímio, e deixou-o confiado ao rei que deveria preservá-lo para os filhos de Héracles, os Heráclidas. Em agradecimento, quando Héracles morreu, Egímio adotou Hilo, filho de Héracles, como seu filho.
Egímio teve dois filhos, Dimas e Pânfilo, que migraram para o Peloponeso e foram considerados os ancestrais dos dois ramos da raça dórica, os Dímios e os panfílios de Anatólia, enquanto o terceiro ramo, os Hílios, derivam seu nome de Hilo, o filho de Héracles, que havia sido adotado por Egímio. Com a morte de Egímio, Hilo e seus descendentes se tornaram os reis dos dórios.
Existia na antiguidade um poema épico Aegimius do qual alguns fragmentos ainda sobrevivem,
e que é por vezes creditado a Hesíodo e por vezes a Cércope de Mileto. O poema, impresso entre fragmentos hesiódicos, sobrevive em menos de uma dúzia de citações, e parece ter sido em parte concernente ao mito de Io e Argos Panotes.